# تشارلز ريمون أتوود
تشارلز ريمون أتوود (بالإنجليزية: Charles R. Attwood)‏ (27 مايو، 1932 – 8 سبتمبر، 1998) كان تشارلز طبيب أطفال معتمد وزميلاً في الأكاديمية الأمريكية لطب الأطفال. ولد أتوود بالقرب من مدينة نيو إيدنبرج، ولاية أركنساس. هو ابن السيدة ريمون أتوود.

## دراسته وحياته المهنية
في عام 1953م حصل تشارلز على بكالوريوس الآداب من كلية هندريكس، وفي عام 1458م تخرج من كلية الطب في جامعة أركنساس، وتم تدريبه في مستشفى بروك العام في مدينة سان أنطونيو، ولاية تكساس.
خدم في الجيش الأمريكي كطبيب أطفال في معسكر فورت ماكليلان، ولاية ألاباما، وأكمل إقامته في طب الأطفال في مستشفى ليترمان العام في مدينة سان فرانسيسكو.
بعد حياته المهنية في الجيش، عمل أتوود مع الدكتور هنري بروين المتخصص في الأمراض المعدية. في عام 1972م، انتقل أتوود إلى مدينة كراولي، ولاية لويزيانا، وفتح عيادة خاصة.
في التسعينيات من القرن الماضي، ساهم أتوود بشكل فعال في الدفاع عن بعض الآباء النباتيين الذين تم إبعاد أطفالهم عنهم بواسطة أخصائيين اجتماعيين من إدارة قسم خدمات الأطفال في مدينة كاليفورنيا.
كتب أتوود مقالات صحية في منشورات وطنية وأوروبية، وعمل ككاتب ومستشار في مجلة الاقتصاد الطبي، إلى جانب زملائه الدكتور دين أورنيش والدكتور جون ماكدوغال والدكتور نيل بارنارد، قدم الدكتور التماساً ناجحاً إلى وزارة الزراعة الأمريكية لإدراج بيان في مبادئها التوجيهية للأمريكيين بأن اتباع نظام غذائي نباتي يعزز الصحة.
في عام 1995م نشر أتوود وصفة الدكتور أتوود منخفضة الدسم للأطفال، والتي دعا فيها إلى اتباع نظام غذائي منخفض الدسم من النباتات للأطفال،
وأشار إلى أن مثل هذا النظام الغذائي ضروري للأطفال لتجنب أمراض القلب والسكتة الدماغية وبعض أمراض السرطان، ومرض السكري.
في عام 1996م عمل كمستشار في مركز العلوم للمصلحة العامة، وكشف ممارسة شركة جربر لأغذية الأطفال المتمثلة في تمييع الفواكة والخضروات بالماء والسكر والنشأ المعدل. انخفضت حصة شركة جربر في السوق من 85٪ إلى 65٪ في الأشهر التي تلت المؤتمر الصحفي الوطني حول هذه الممارسة. بعد ذلك بوقت قصير أوقفت شركة جربر هذه الممارسة التي استمرت 40 عاماً، حيث قامت الشركة بتغيير لواصق منتجاتها لتصبح الفاكهة 100٪ والخضروات 100٪ .
في يونيو 1997م، تم رفع دعوى ضد أتوود بسبب سوء التصرف من قبل والدة طفل مات من مضاعفات مرض السكري.
في عام 1998م، تم إصدار سلسلة أغاني أتوود السمعية، «الحمية القياسية الذهبية: كيف تعيش لـ 100 عام» على المستوى الوطني في المكتبات.
في أكتوبر 1998م، نشر هوم برس كتاب أتوود «طبيب نباتي يتحدث»، أنشأ بعضه من رسائل أشخاص اتصلوا به من خلال موقعه الإلكتروني.
توفي أتوود في منزله في مدينة غرينفيل، جنوب ولاية كاليفورنيا، عن عمر يناهز 66 عام بسبب مضاعفات ورم خبيث في الدماغ.

## الحياة الشخصية
كان أتوود متزوجاً من مسؤولة الدعاية له، جودي ب كالمز أتوود.
أولاده هم بول أتوود، كاثرين أتوود، ماري أتوود، لورا دوبويس من أتلانتا، بالإضافة إلى أولاد زوجته آمي فاندروف وجيمس درايتون كالمز الرابع.
في وقت وفاته كان لديه سبعة أحفاد. دفن أتوود في مقبرة سبرنجوود في مدينة غرينفيل.